# AS Kaloum Star
AS Kaloum Star is een Guineese voetbalclub uit de hoofdstad Conakry. In de jaren zestig stond de club bekend onder de naam Conakry I en won drie titels onder deze naam.

## Erelijst
- Landskampioen

1965, 1969, 1970 (als Conakry I)
1980, 1981, 1984, 1987, 1993, 1995, 1996, 1998, 2007
- Beker van Guinee

1985, 1997, 1998, 2001, 2005, 2007
- CAF Cup

Finalist: 1995
- Tournoi Ruski Alumini

2003